# میعاد کرامتی
میعاد کرامتی ( زاده ۲۱ اردیبهشت ۱۳۷۹ ) بازیکن هاکی ایرانی اهل استان همدان است.

## افتخارات
- دو دوره مقام سوم لیگ برتر بزرگسالان كشور
- نائب قهرمانى لیگ برتر بزرگسالان كشور
- جام جهانی سوم

- مقام اول آسيا

- مقام اول مسابقات هاكى جمنى اميدهاى كشور

- مقام سوم هاكى جمنى اميدها در كشور
- مقام اول مسابقات سالنى اميدها در كشور